# Xã Bennington, Quận Ottawa, Kansas
Xã Bennington (tiếng Anh: Bennington Township) là một xã thuộc quận Ottawa, tiểu bang Kansas, Hoa Kỳ. Năm 2010, dân số của xã này là 1.303 người.